# Assedio di Kehl
L'assedio di Kehl è un episodio della guerra di successione polacca durante la quale l'esercito francese assediò la città di Kehl (nell'attuale Land del Baden-Württemberg, in Germania).

## Contesto
Alla morte di Augusto II di Polonia nel febbraio 1733 si aprì una contesa per la successione al trono del Regno di Polonia che vide contrapposti Federico Augusto II di Sassonia e Stanislao Leszczyński (suocero di Luigi XV di Francia). Il 12 settembre 1733 Leszczyński venne eletto re dal Sejm scatenando la reazione dell'Principato di Sassonia e dell'Austria sostenuti dall'Impero russo.
La Russia e l'Austria invasero la Polonia e Leszczyński, che non disponeva di un proprio esercito, fu costretto a rifugiarsi a Danzica nella speranza di ricevere rinforzi dalla Francia. Mentre le forze russe, austriache e sassoni cingevano d'assedio la città, la Spagna (che sperava di estendere la propria influenza sul Regno di Napoli) si alleò con la Francia mentre la Gran Bretagna, la Repubblica delle Sette Province Unite, la Svezia, la Danimarca e la Repubblica di Venezia rimasero neutrali.
Luigi XV – su consiglio del principe Luigi Francesco di Borbone-Conti e di Maurizio di Sassonia, fratellastro di Federico Augusto II – incaricò il duca di Berwick di invadere la Renania conquistando il Ducato di Lorena, per distrarre l'attenzione dell'Austria dagli eventi in Polonia.

## La conquista francese della Lorena
La fortezza di Kehl – posta lungo la riva del fiume Reno – assieme a quella di Philippsburg più a nord costituivano le due roccaforti che permettevano al Margraviato del Baden (allora parte del Sacro Romano Impero) di controllare il corso settentrionale del Reno e rappresentavano il confine tra l'Alsazia francese e i vari principati che costituivano l'impero.
La difesa della fortezza di Kehl era affidato al Circolo imperiale di Svevia, controllato dal duca di Württemberg. Infatti, nonostante nella fortezza vi fossero alcuni soldati imperiali, il comando era affidato al barone Johann August von Pfuel e la maggior parte delle truppe erano sveve. La fortezza si trovava tuttavia in condizioni pessime e comunque non sufficienti per resistere all'attacco francese.
Dopo la dichiarazione di guerra il 9 ottobre venne il maresciallo Berwick venne spedito a Strasburgo in modo da varcare il Reno, mentre i generali Belle-Isle e Silly entravano in Lorena, dove la capitale Nancy venne occupata il 12. Il giorno stesso il comandante francese, il duca di Berwick fece attraversare a 20 compagnie di granatieri e 2000 fucilieri (in totale 4000 uomini) il fiume a Strasburgo, tramite 60 barche. Al Marchese de Dreux  venne ordinato di gettare un ponte nei pressi di Auenheim, circa 4 km a sud di Kehl. Nel frattempo fu iniziato un secondo ponte a Scheer, 7 km a nord di Kehl.

## L'assedio
In poco tempo le truppe francesi cinsero d'assedio Kehl costruendo una trincea attorno alla fortezza. Il 23 ottobre il duca di Berwick iniziò a far bombardare le mura della fortezza. Il 28 ottobre Pfuel alzò bandiera bianca e venne scortato con tutti gli onori di Guerra fino alla linea di difesa austriaca ad Ettlingen.

## Conseguenze
A seguito del successo ottenuto, il duca di Berwick proseguì la propria avanzata assediano anche la fortezza di assedio di Philippsburg.